# Symmocoides marthae
Symmocoides marthae is een vlinder uit de familie dominomotten (Autostichidae). De wetenschappelijke naam is, als Hamartema marthae, voor het eerst geldig gepubliceerd in 1957 door Gozmany.
Deze vlinder komt voor in Europa.